# Lucie Nijland
Lucie Willemina Limperg-Nijland (Enschede, 21 maart 1944 - Amsterdam, 1 augustus 2019) was een Nederlands beeldhouwer.

## Leven en werk
Lucie emigreerde op jonge leeftijd naar Toronto, Canada maar verhuisde uiteindelijk terug naar Nederland om te studeren aan de AKI in Enschede, op de afdeling typografie en illustratie met als specialiteit boekverzorging en letterontwerpen. Nijland werd aanvankelijk opgeleid tot grafisch ontwerper, maar vanaf 1963 richtte zij zich op beeldhouwkunst en studeerde uiteindelijk af aan de Rijksakademie van Beeldende Kunsten te Amsterdam. Daar kreeg zij lessen van de beeldhouwers Piet Esser en Paul Grégoire.
Nijland maakte na haar afstuderen een aantal figuratieve beelden bij scholen, plaquettes, reliëfs en kleinplastiek, grotendeels in steen, maar ook in hout, brons en andere materialen. Bouwcorporaties, gemeenten, scholen, bedrijven, architecten en particulieren zijn haar opdrachtgevers. Tevens was zij actief als medailleur en maakte ze in die hoedanigheid een tiental penningen.
Nijland was werkzaam als docent en richtte 2001 haar eigen atelier Beeld op Zondag op om wekelijks lessen in beeldhouwkunst te geven op het WG-terrein (het voormalig Wilhelmina Gasthuis) in Amsterdam. Als bevoegd docent gaf zij sinds 1984 tot 2016 les in de vakken Ruimtelijk Vormen en Beeldhouwen in Steen.
Nijland schreef diverse artikelen over penningkunst in De Beeldenaar, het tijdschrift van de Vereniging voor Penningkunst, en in de digitale nieuwsbrief Pennings’ Keerzijde.
In het kader van stadsherstel van de stad Deventer vervaardigde Nijland in 1984 een grote gevelsteen voor de Assenstraat te Deventer met daarop een gedicht van Jos Paardekoper ter nagedachtenis aan het stadsherstel. Ook stadsarchitect Harry Rademaker is op de gevelsteen verbeeld.
Het grotere werk Staand naakt, een beeld van Leni Verbrugge (in haar tijd een bekend model in de Amsterdamse kunstenaarswereld), is sinds 2020 te bezichtigen in beeldentuin De Havixhorst bij Meppel. Het beroepsmodel Leni Verbrugge poseerde in 1968 zes maanden lang voor het beeld. Pas in 2013 voltooide Nijland het beeld volledig.
Op 14 oktober 2012 werd aan Lucie Nijland de Pennings’ Keerzijde Penning uitgereikt.
Zij woonde en werkte in Amsterdam.
Nijland was gehuwd met de beeldhouwer Jannes Limperg en is de moeder van filmmaker Fedor Sendak en zus van beeldhouwer Christien Nijland.

## Werken (selectie)
Kleine Beelden
- YoGa (1985) 26 cm lang, Bianco del Mare
- Eikelduif (1990) 10 cm hoog, Grieks marmer
- Bunny 31 (2014) 50 cm hoog, roze marmer

Beelden bij scholen:
- De Beertjes (1968) kleuterschool, Bilthoven, brons
- Giraf (1974) Dikkertje Dapschool Amsterdam, 1.30 m, brons
- Speelbad (1976), Bilthoven, 65 cm hoog, metselwerk en tegeltjes
- Stelten (1978) Fabritiuslaan Hilversum, h: 3 m, brons met baksteen sokkel

Gevelstenen:
- Onderdak (1984), Poort Assenstraat, Deventer, gepolychromeerd basalt lava
- De Twee Bȯkken (1984), Deventer, steen
- De Beer (1987), gevelsteen te Voorst, gepolychromeerde natuursteen

Reliëfs en plaquettes:
- Kadastrale Minuut 1835-1985 (1985), plaquette, Stadskantoor, Deventer
- Charlotte de Bourbon en zes dochters (2012) i.s.m. met beeldhouwer Jet Schepp), monument voor Willem van Oranje, Abdij van Middelburg te Middelburg
- Ernst de Jonge (2012), reliëf, gedenkplaquette geheim agent De Jonge, studentensociëteit LSV Minerva, Leiden i.s.m. Christien Nijland
- A.S. Herfst (1986), portret-plaquette voorzitter van Rochdale (woningcorporatie), Amsterdam, 60 x 53 cm, brons

Penningen
- Drie vogelpenningen: 1) Oil is my Enemy, 2) Passare, 3) My Fair Birdie (1982), gietpenningen, brons
- Koningin Juliana-fonds (1983), gietpenning, brons
- 150 jaar Nederlandse Spoorwegen (1989), slagpenning, rood koper, jaarpenning van de Vereniging voor Penningkunst.